# 프리츠 라이너

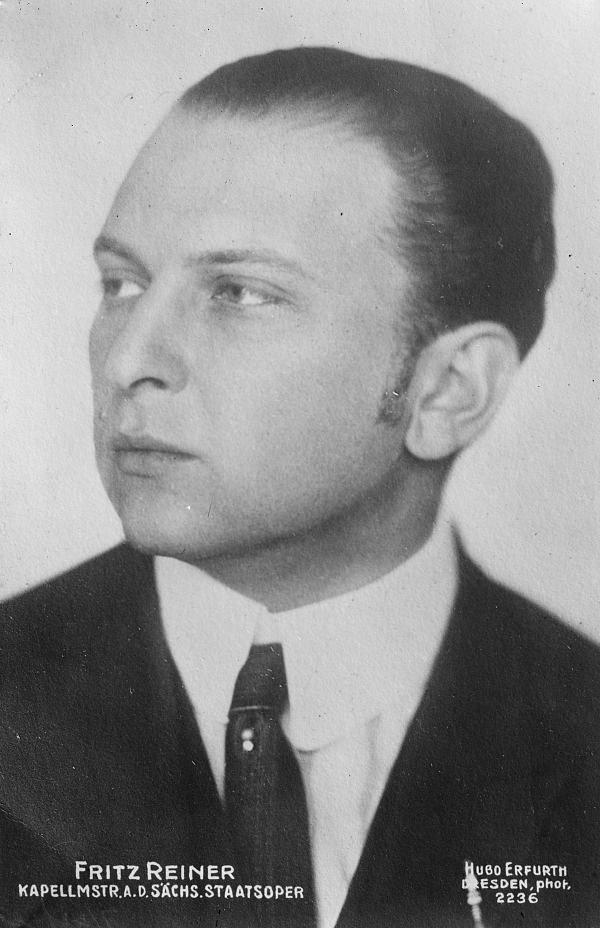

프리츠 라이너(Frederick Martin "Fritz" Reiner, 1888년 12월 19일 ~ 1963년 11월 15일)는 헝가리 출신의 20세기의 저명한 오페라 지휘자이다.
부다페스트 태생으로, 그 곳의 음악원에서 배웠다. 오페라의 지휘자로서 출발, 1922년 도미 후는 신시내티 및 피츠버그 교향악단의 상임지휘자가 되고, 1953년에는 시카고 교향악단의 상임직을 맡게 되었다. 선이 굵은 호쾌성(豪快性)과 치밀성을 겸비한 연주를 하며, 민족음악과 현대음악의 연주를 특히 잘하였다.